# 군용 피복
군용 피복(軍用被服, Military Apparel)은 군인들이 군용으로 사용하는 군복, 군모, 군화, 양말, 장갑등과 같은 피복이다. 좁은 의미의 군용 피복은 군복만을 뜻한다. 이들 역시 일상적인 군용 피복 이외에 해군의 구명복, 잠수복과 공군의 조종복, 조종모, 조종화, 조종장갑등 전투목적의 특수한 군용피복도 있다.
군복, 군모은 주로 위장무늬가 있는 색상으로 되어 있고 양말, 장갑, 속옷은 국방색으로 되어 있고 전투화는 검은색으로 되어 있다.
군복은 전투복이외에 의장복, 헌병복, 군악복과 같은 행사복이나 해군복, 공군복등은 다른 색으로 되어 있다.

## 같이 보기
- 군수품
- 전투복
- 전투화
- 전투모
- 의장